# Aleksandr Rochegov
Aleksandr Grigórievich Rochegov (ruso: Александр Григорьевич Рочего́в) (24 de enerojul./ 6 de febrero de 1917greg., Bakú, RSS Azerbaiyán – 2 de diciembre de 1998, Moscú) era un arquitecto ruso y soviético, y de 1992 a 1998 presidente de la Academia Rusa de arquitectura y Ciencias de Construcción. En 1991 le ortogaron el premio de Arquitecto Popular de la URSS. Le ortogaron el Premio Estatal de la URSS en 1990.

## Obras

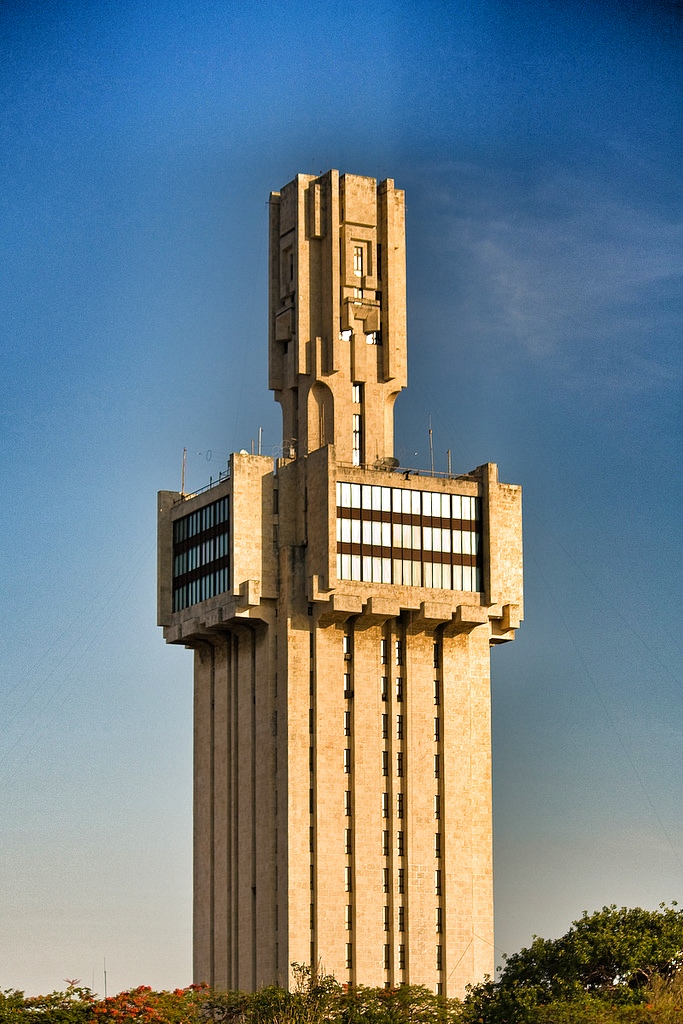
Embajada de la Unión Soviética, ahora de Rusia, en La Habana, 1985

- Múltiples proyectos a lo largo de la Carretera de Leningrad en Moscú
- Hotel Leningradskaya, actual Hotel Hilton Leningradskaya, Moscú[1]
- Diseño y reconstrucción del centro de Taskent, capital de la República Socialista Soviética de Uzbekistán después del terremoto de 1966
- Almacén de departamentos "Moscú" en la Plaza Komsomolskaya, Moscú
- Embajada de la Unión Soviética, ahora de Rusia, en La Habana, Cuba, 1985